# Törn (Knoten)
In der Knotenkunde spricht man von einem Törn, wenn man ein Seil, Leine, generell Tauwerk, um einen Gegenstand windet. Der Gegenstand kann beispielsweise eine Stange, eine Rundholz, ein Ring, ein Haken, ein Belegnagel, eine Klampe oder eine Leine sein; sogar die gleiche Leine. Man spricht aber erst von einem Törn, wenn sich das Tauwerk überkreuzt. Umgangssprachlich ist ein Törn ein Bestandteil jedes Knotens.

## Definition
Beim Knoten knüpfen wird der Begriff Törn enger gefasst, als man ihn außerhalb des Knotenknüpfens benutzt. Dort kann sich ein Törn auf jede Richtungsänderung beziehen.
Aber auch der Begriff Törn beim Knüpfen ist historisch überladen, widersprüchlich und nicht eindeutig. Siehe dazu den Abschnitt: „Historischer Gebrauch des Begriffes Törn“. Die Internationale Knotengilde (International Guild of Knot Tyers) hat deshalb ein Glossar erstellt, um eine klare, logische und eindeutige Terminologie zu haben.
Ein Törn ist eine einzelne Windung um einen festen Gegenstand. Ohne Windung um einen Gegenstand, spricht man heute von einem Auge.
Das Arbeitsende und das feste Ende einer Leine, die einen einfachen Törn um einen Gegenstand bilden, liegen gegenüber (etwa 180°).
Ein Törn dient auch dazu, die Kraft zum Halten eines Objekts zu verringern. An der losen Part muss eine geringere Kraft ausgeübt werden, da ein an der stehenden Part festgemachtes Objekt zusätzlich die Seilreibung an der Umwicklung überwinden muss. Bei einem geknüpften einfachen Törn benötigt man nur etwa 40 % der Kraft zum Halten. Am besten versteht man das mit der Seilreibungsformel. Also Törns werden häufig verwendet, um Reibung zwischen einer Leine und einem Festkörper zu erzeugen und so eine Belastung auf den Stand der Leine zu kontrollieren.
Ein Törn kann offen (ohne Kontakt zwischen den Beinen) oder geschlossen (mit Kontakt zwischen den Beinen am Kreuzungspunkt) sein.

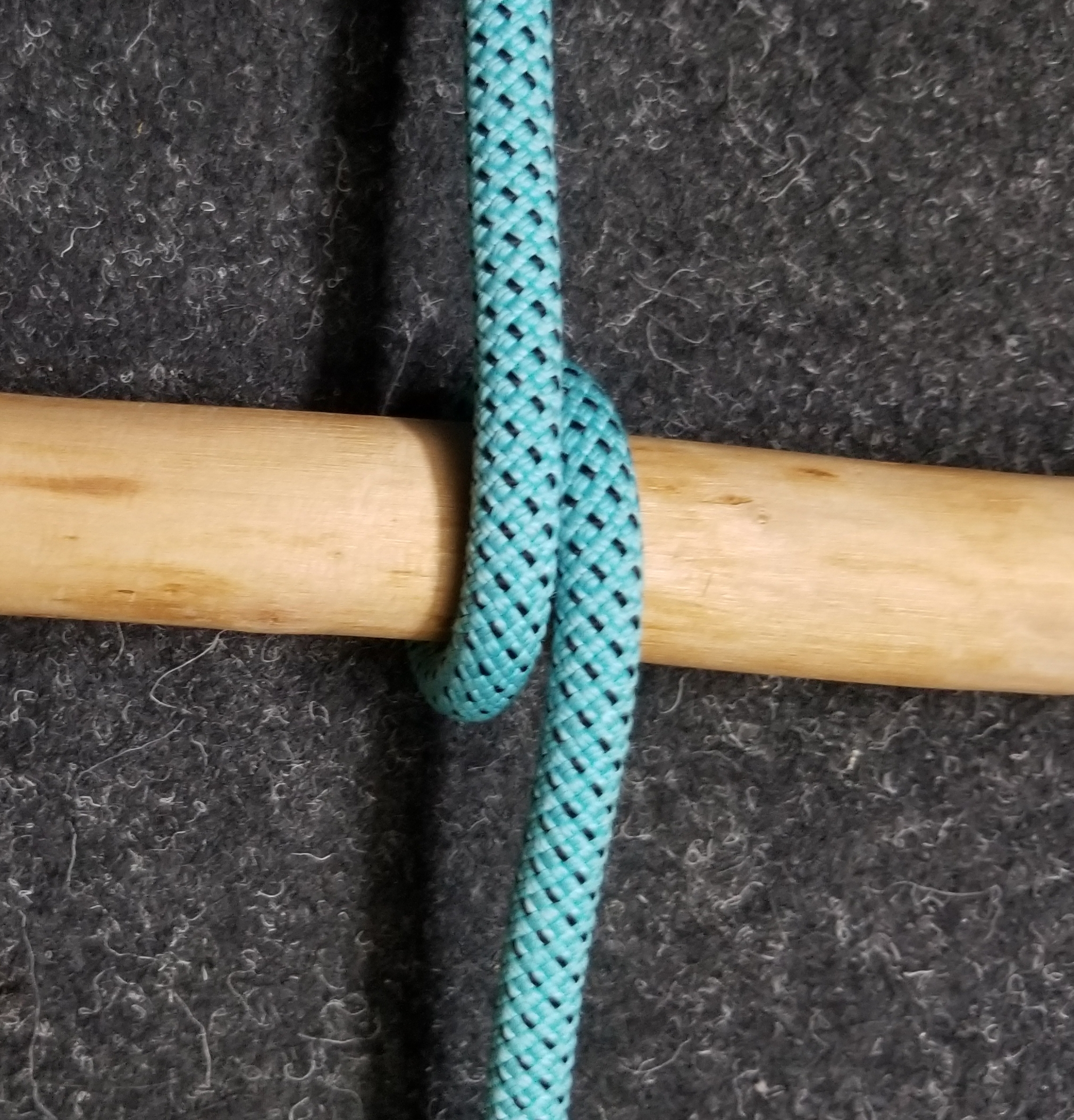
Geschlossener Törn
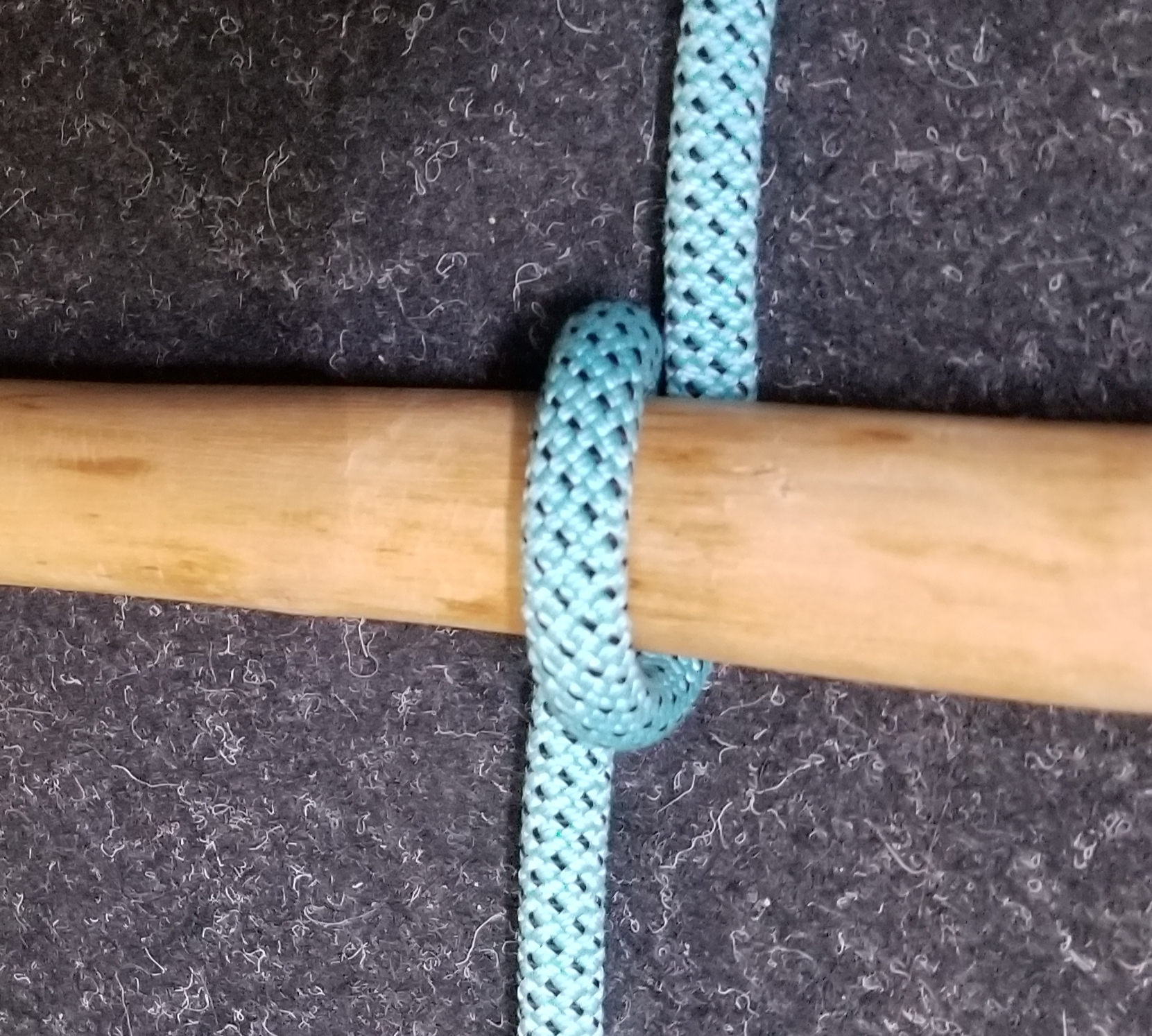
Geschlossener Törn von der gegenüberliegenden Seite betrachtet.
Offener Törn[4] nach Geoffrey Budworth[5]
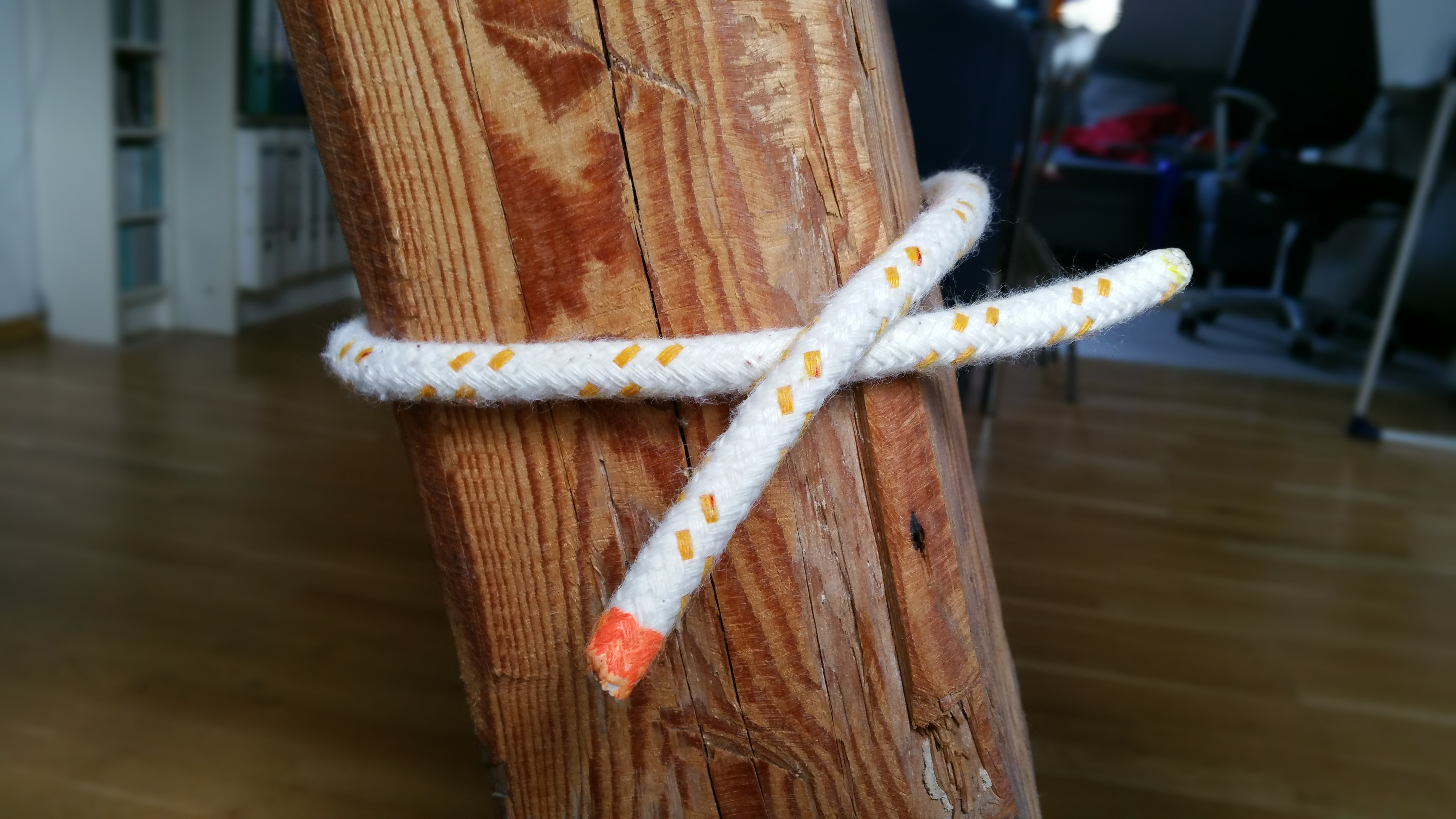
Ein Törn um einen Balken

## Abgrenzung zu anderen Knotenformen

### Auge
Der Begriff Törn wurde früher auf jede Struktur angewendet, in der sich eine Leine selbst kreuzt.
Diese historischen Verwendungen werden im allgemeinen aktuellen Gebrauch durch den Begriff „Auge“ ersetzt.

### Einfacher Schlag
Der Begriff Einfacher Schlag wurde in verschiedener Weise von verschiedenen Anwendergruppen benutzt, manchmal auch für eine Version des Halben Schlages, die durch einen Törn entsteht, bei der das Arbeitsende durch das stehende Ende gegen einen anderen Körper gedrückt wird. Heute wird er zumeist durch den Begriff halber Schlag ersetzt-

### Halber Schlag
Ein einzelner halber Schlag allein hält als funktionierender Knoten nicht sehr sicher. Dies erklärt vielleicht die traditionelle Nutzung des Wortes halb. Jedoch hat der Halbe Schlag eine wichtige Struktur beim Knoten knüpfen, weil Halbe Schläge oft mit anderen Knotenstrukturen kombiniert werden, um einen sicheren Knoten zu bekommen.
Ein Halber Schlag ist ein Törn des Tauwerks um einen festen Gegenstand, wobei der Törn so angeordnet ist, dass er sich selbst einen gewissen Druck verleiht. Der innenliegende Gegenstand kann eine Stange, eine Leine (sogar die gleiche Leine) oder mehrere Leinen etc. sein. Im Allgemeinen drückt die Spannung das Arbeitsende auf einen darunter liegenden Festkörper und fängt das Arbeitsende ein, so dass die Struktur des Halben Schlages (zumindest vorübergehend) erhalten bleibt, wenn die Spannung vom Arbeitsende genommen wird.

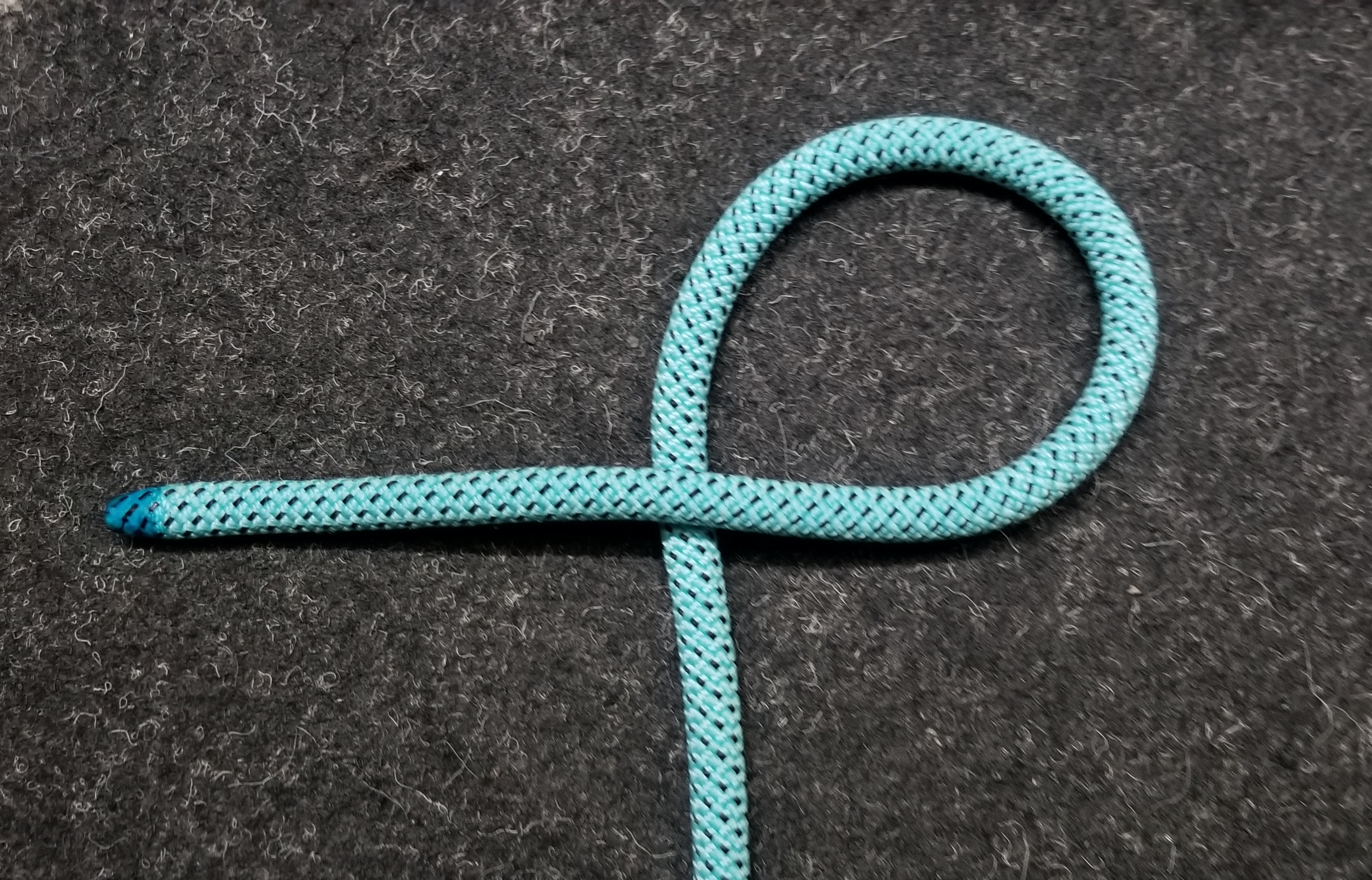
Auge
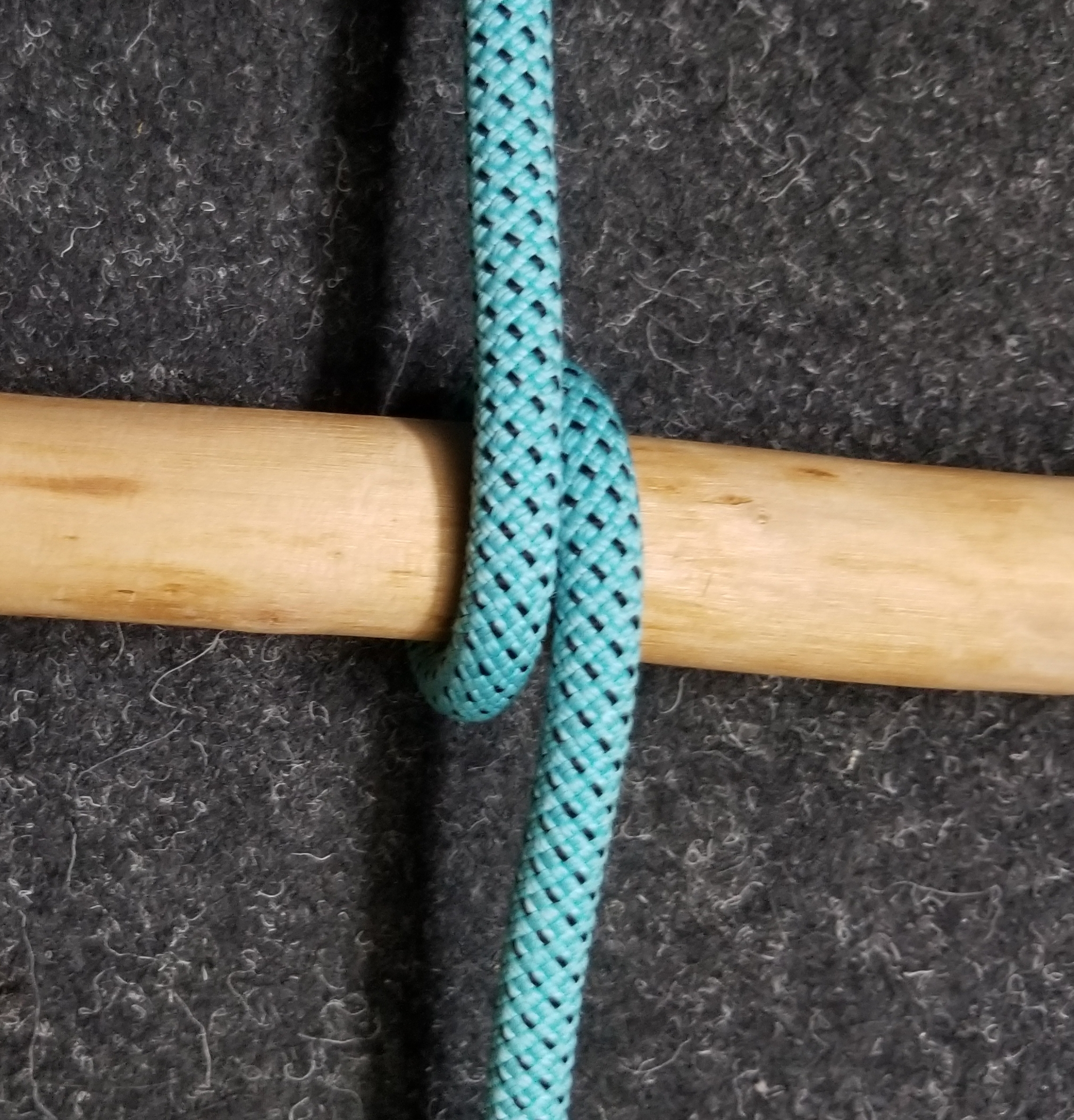
Törn. Das Arbeitsende und das feste Ende einer Leine, die einen einfachen Törn um einen Gegenstand bilden, liegen gegenüber (etwa 180°).
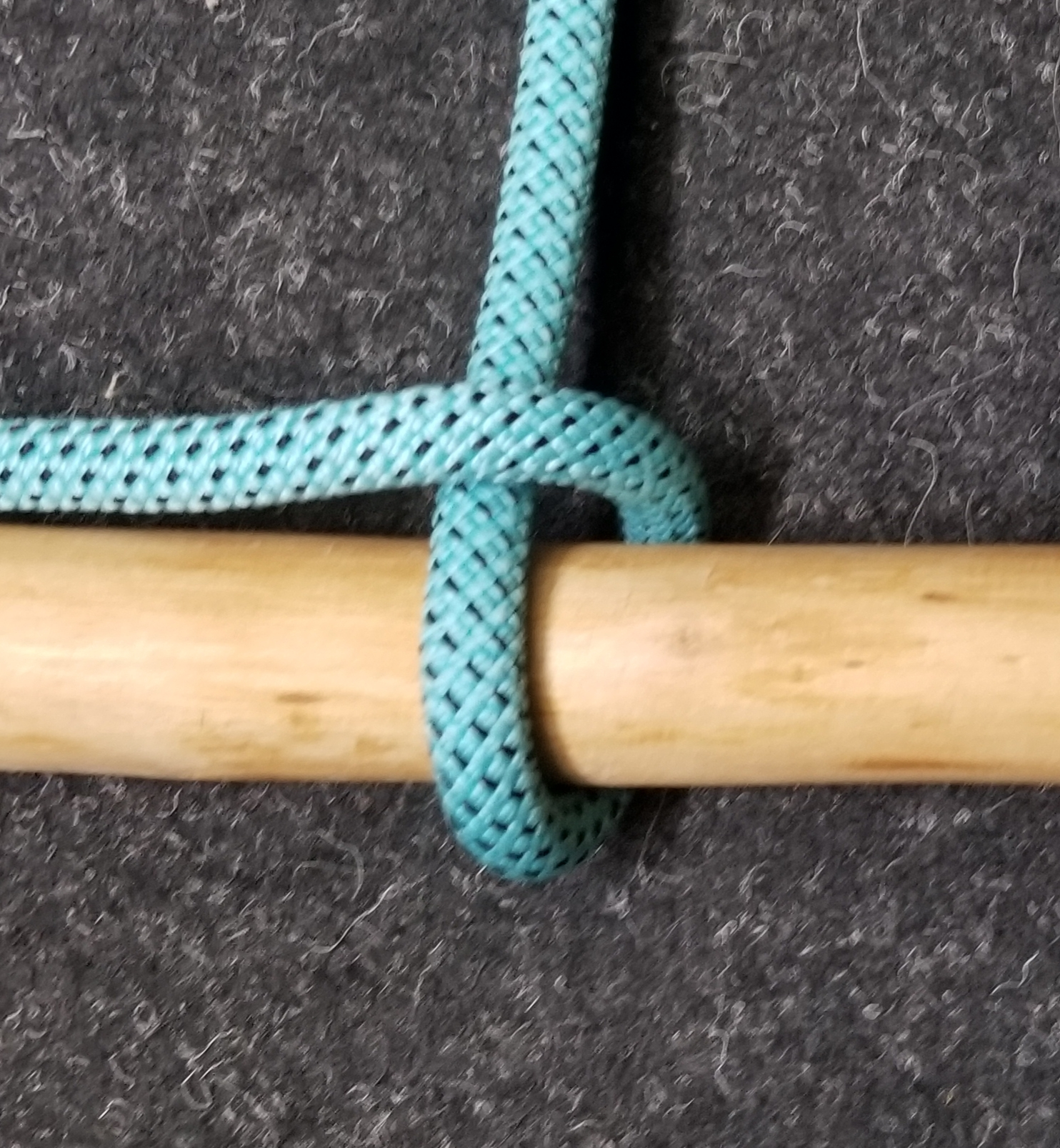
Ein Halber Schlag um eine Stange. Das Arbeitsende (oben) läuft unter die stehende Part, die das Arbeitsende zumindest vorübergehend einklemmt.
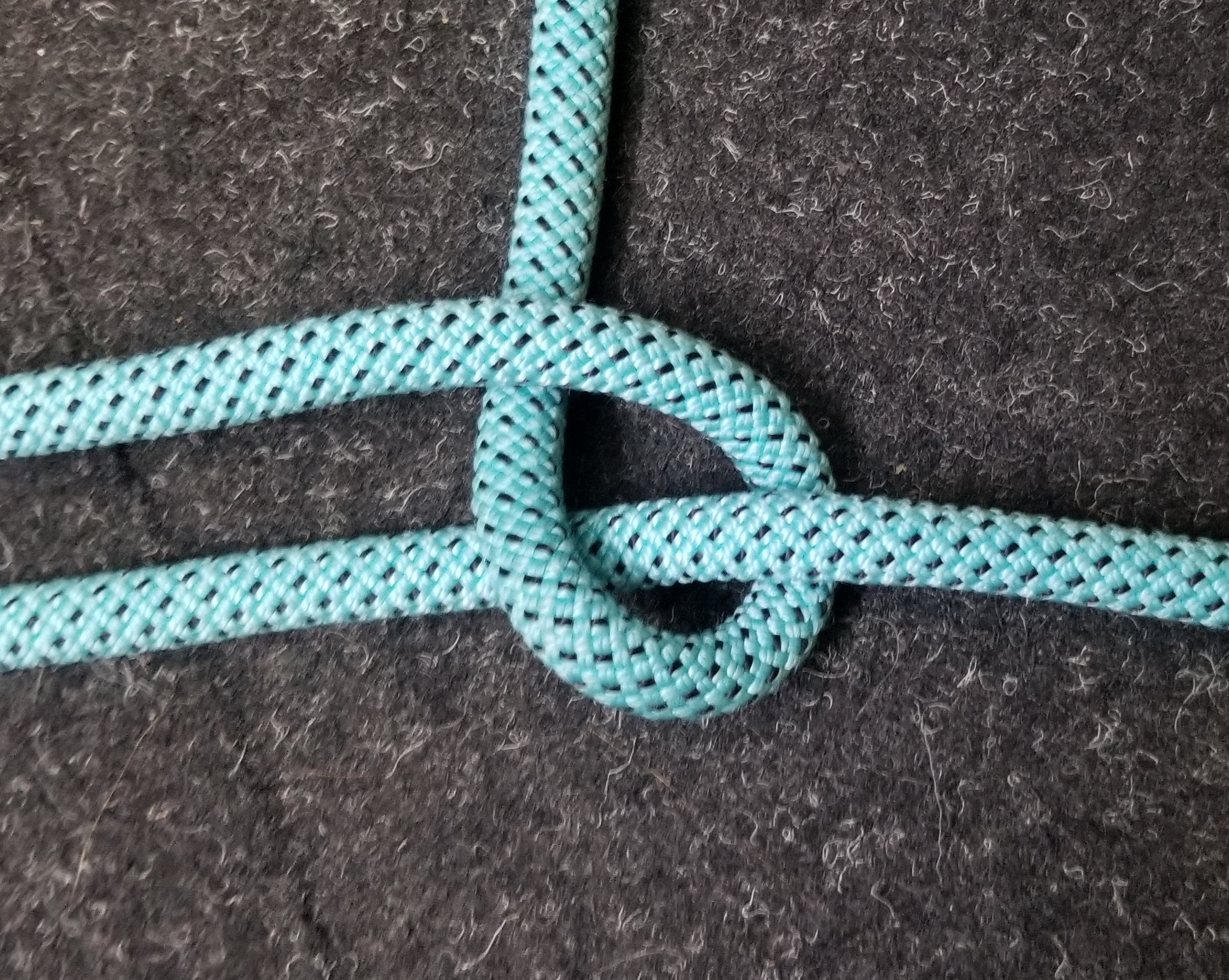
Hier derselbe Halbe Schlag um eine Leine gebunden. Würde man die innenliegende Leine aus dem Halben Schlag herausziehen, erhielte man ein Auge.
Der Webeleinenstek besteht aus zwei Halben Schlägen, die in gleicher Schlagrichtung um eine Stange gebunden sind. Würde man die Stange herausziehen, erhielte man wiederum ein Auge.
Zwei halbe Schläge (ABoK #1710). Der Unterschied zum Webeleinenstek besteht darin, dass die zwei Halben Schläge nach einem Törn um einen Gegenstand (im Bild eine Stange) „rund um die stehende Part der eigene Leine festgemacht sind“, während die zwei Halben Schläge des Webeleinenstek direkt „um den Gegenstand geknotet sind“
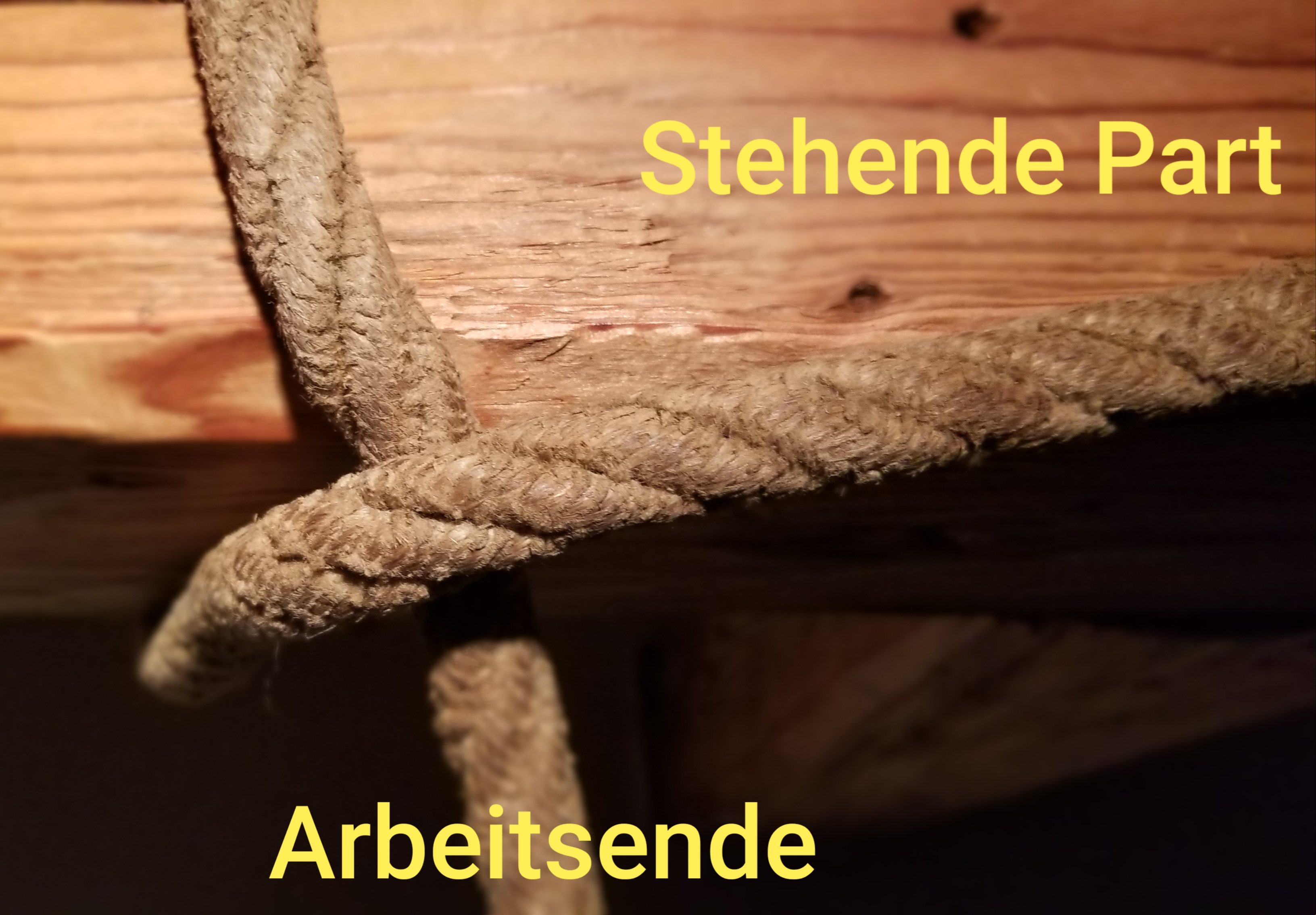
Ein Halber Schlag um einen Balken.[6][7] Der Halbe Schlag wurde direkt um den Gegenstand geknotet. Zieht man den Balken aus dem Halben Schlag, erhält man ein Auge.
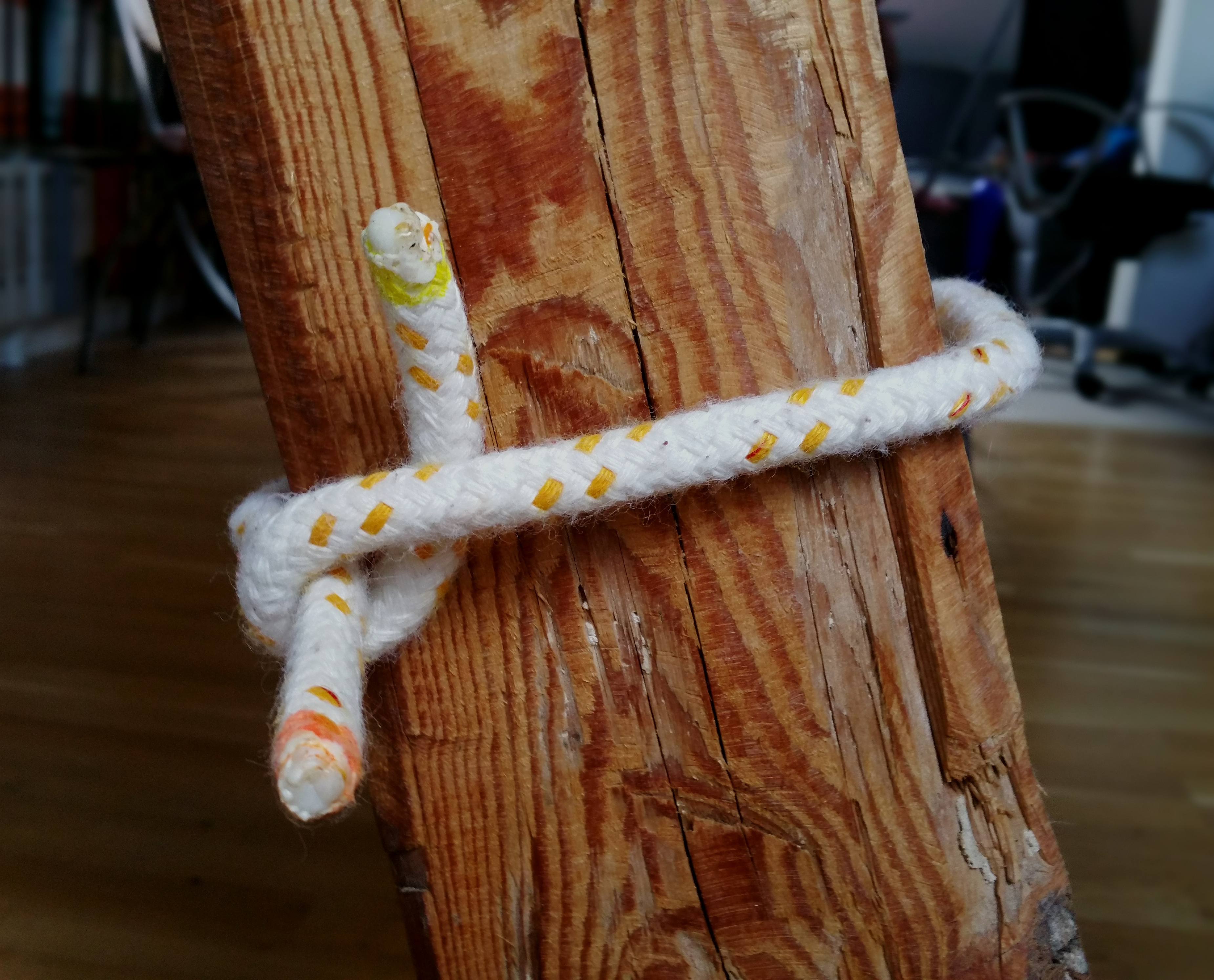
Hier ist ebenfalls ein Halber Schlag, das Arbeitsende wurde aber zuvor um einen Balken getörnt und dann um die eigene Leine gebunden. Würde man die stehende Part herausziehen, erhielte man ein Auge, würde man aber den Balken herausziehen, erhielte man nun einen Überhandknoten.

## Rechts- und linksgängigeTörns
- Ein Törn ist rechtsgängig, wenn er sich im Uhrzeigersinn windet (in der Richtung gesehen, in der er sich vom Betrachter entfernt).
- Ein Törn ist linksgängig, wenn er sich im Gegenuhrzeigersinn windet.

Die Gängigkeit eines Törns ist absolut, d. h., sie ist unabhängig davon, ob man entlang der Achse von links nach rechts oder von oben nach unten oder umgekehrt auf den Törn blickt.

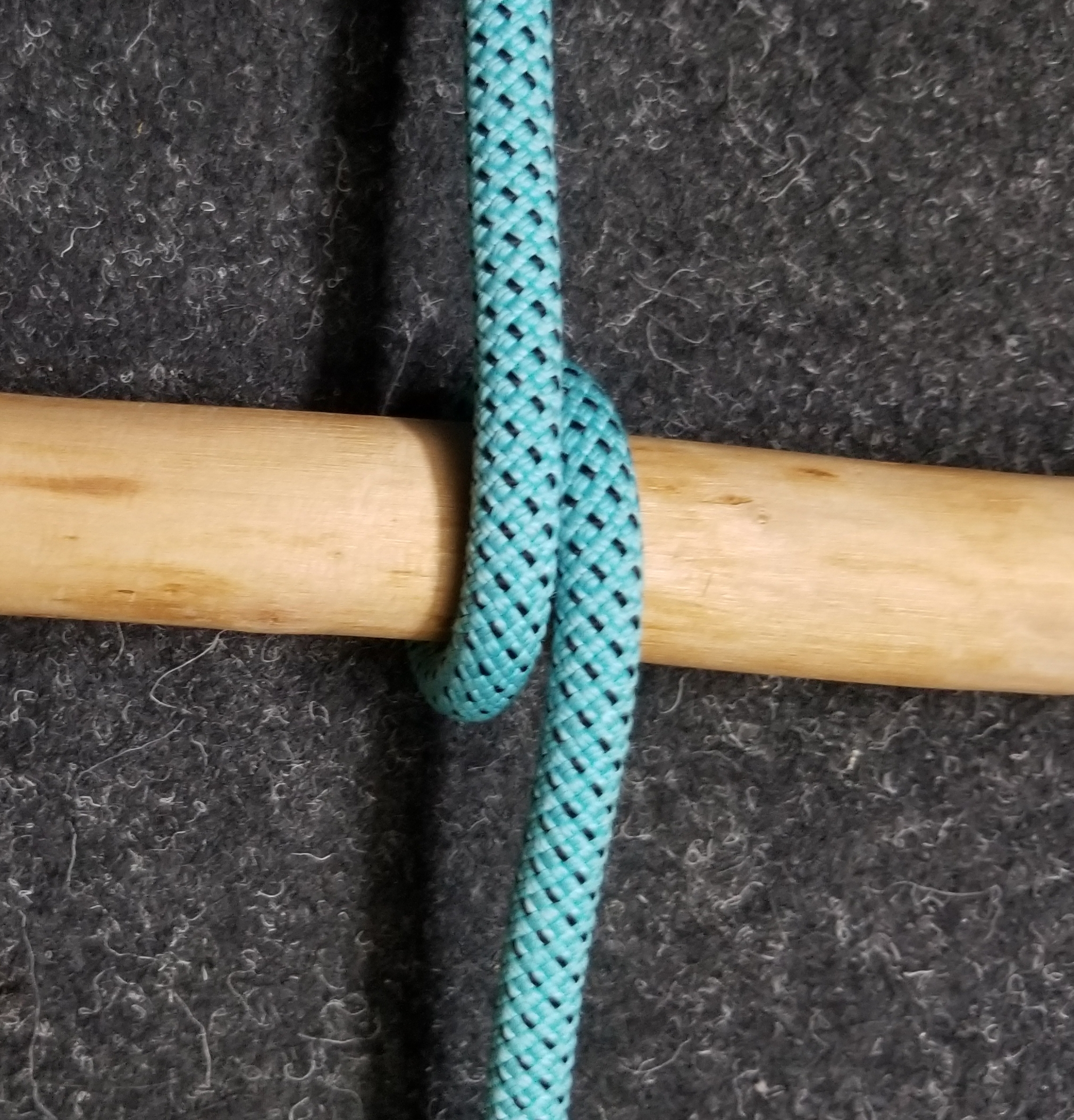
Rechtsgängiger Törn
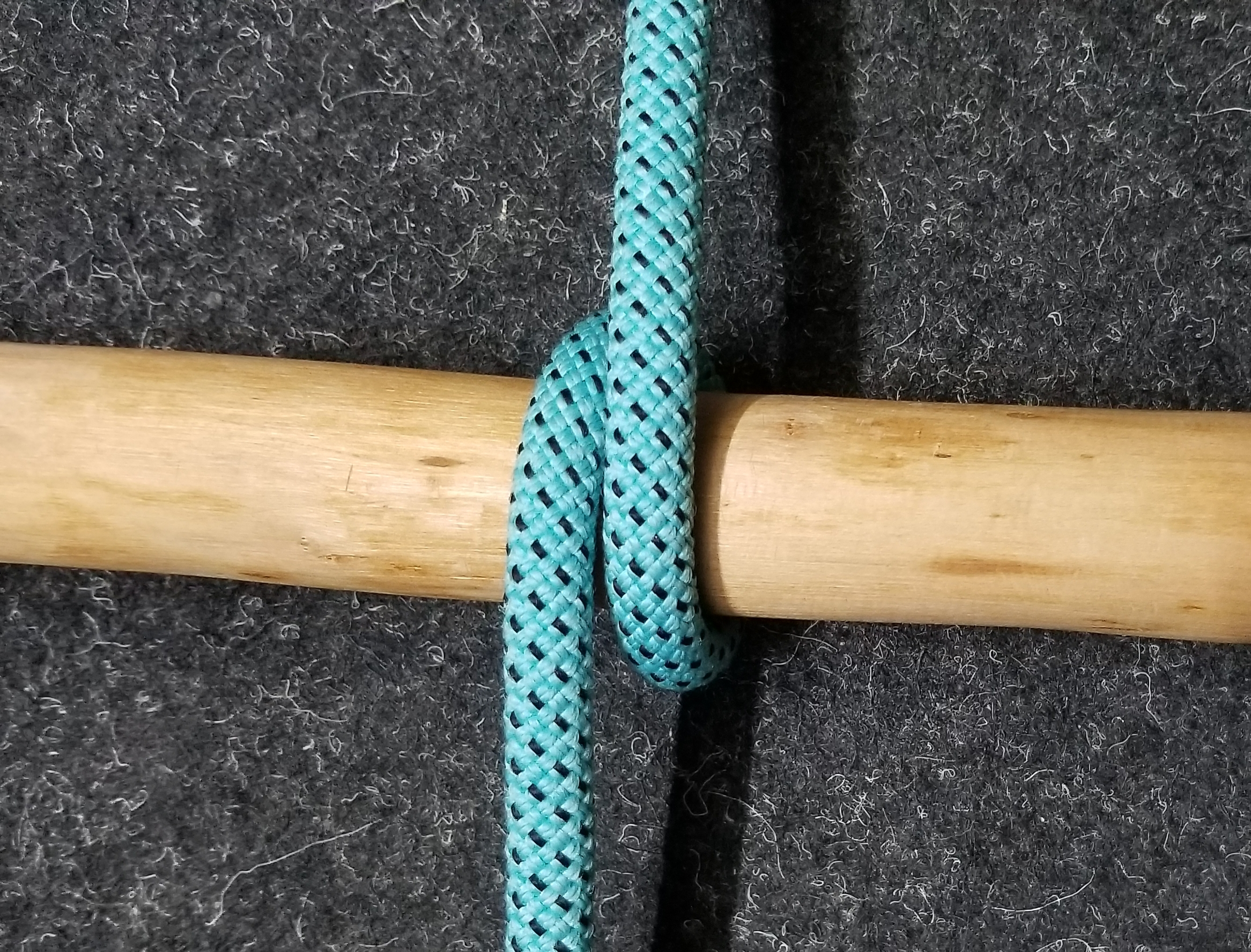
Linksgängiger Törn

## Überhand- und Unterhandtörns
Clifford W. Ashley nennt an einigen Stellen  in seiner Enzyklopädie und Standardwerk: Das Ashley-Buch der Knoten einen Törn einen Überhandtörn, wenn er von außen um eine Leine oder Stab führt. Dagegen wird er als Unterhandtörn bezeichnet, wenn er von innen herumgeführt wird.

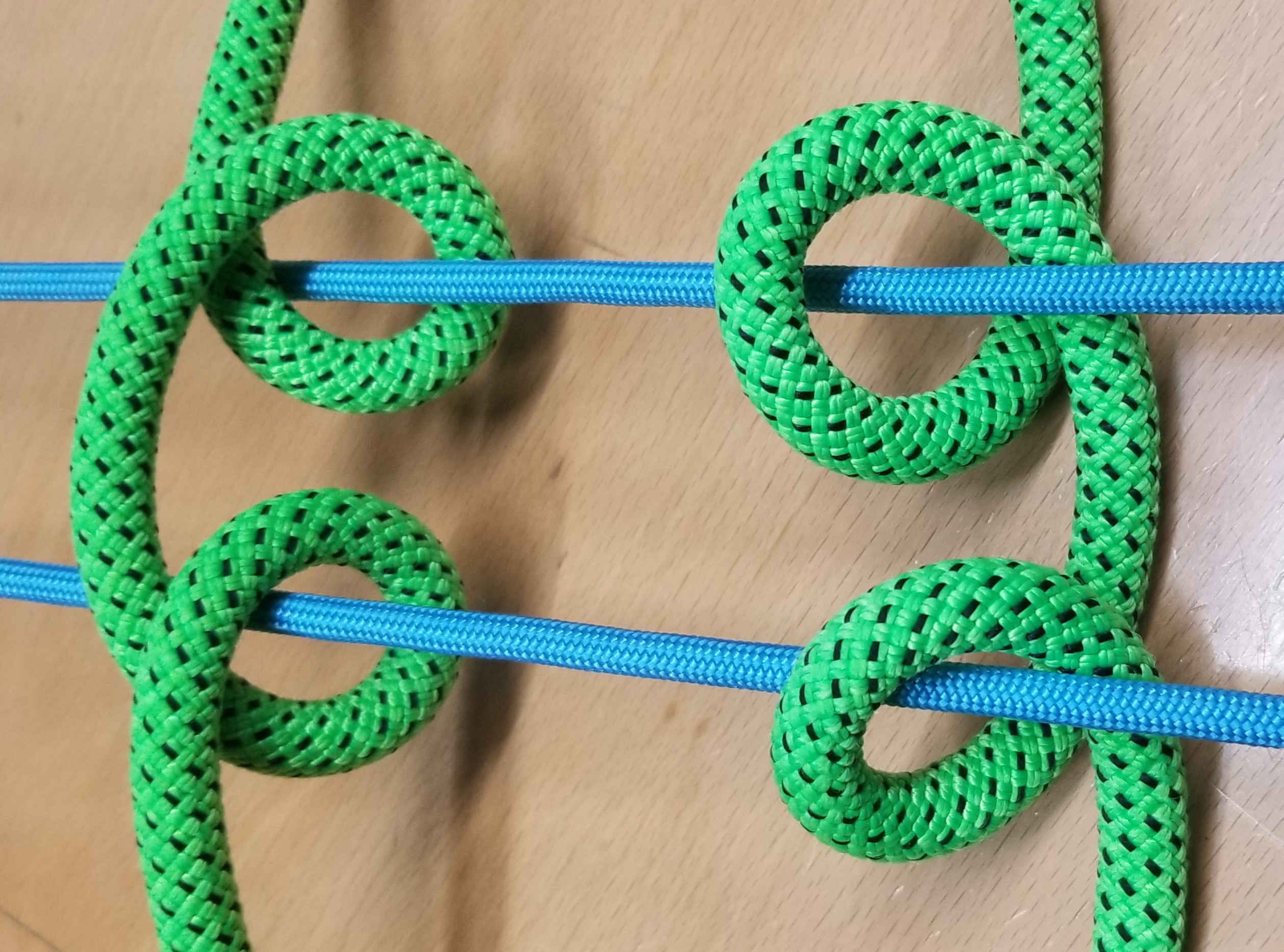
Links Überhand- und rechts Unterhandtörns.

Siehe dazu auch: Katning (engl. Coachwhipping)

## Rundtörn
Ein Rundtörn besteht aus 1,5 bis 2 aufeinanderfolgenden Umdrehungen, sodass das Arbeitsende und das feste Ende einer Leine um einen Gegenstand nebeneinander liegen.
Der Rundtörn dient dazu, die Kraft zum Halten eines Objekts zu verringern. An der losen Part muss eine geringere Kraft ausgeübt werden, da ein an der stehenden Part festgemachtes Objekt zusätzlich die Seilreibung an der Umwicklung überwinden muss.
Bei einem einfachen Törn benötigt man nur etwa 40 % der Kraft zum Halten. Bei zwei Rundtörn reichen bereits 5,9 % aus.

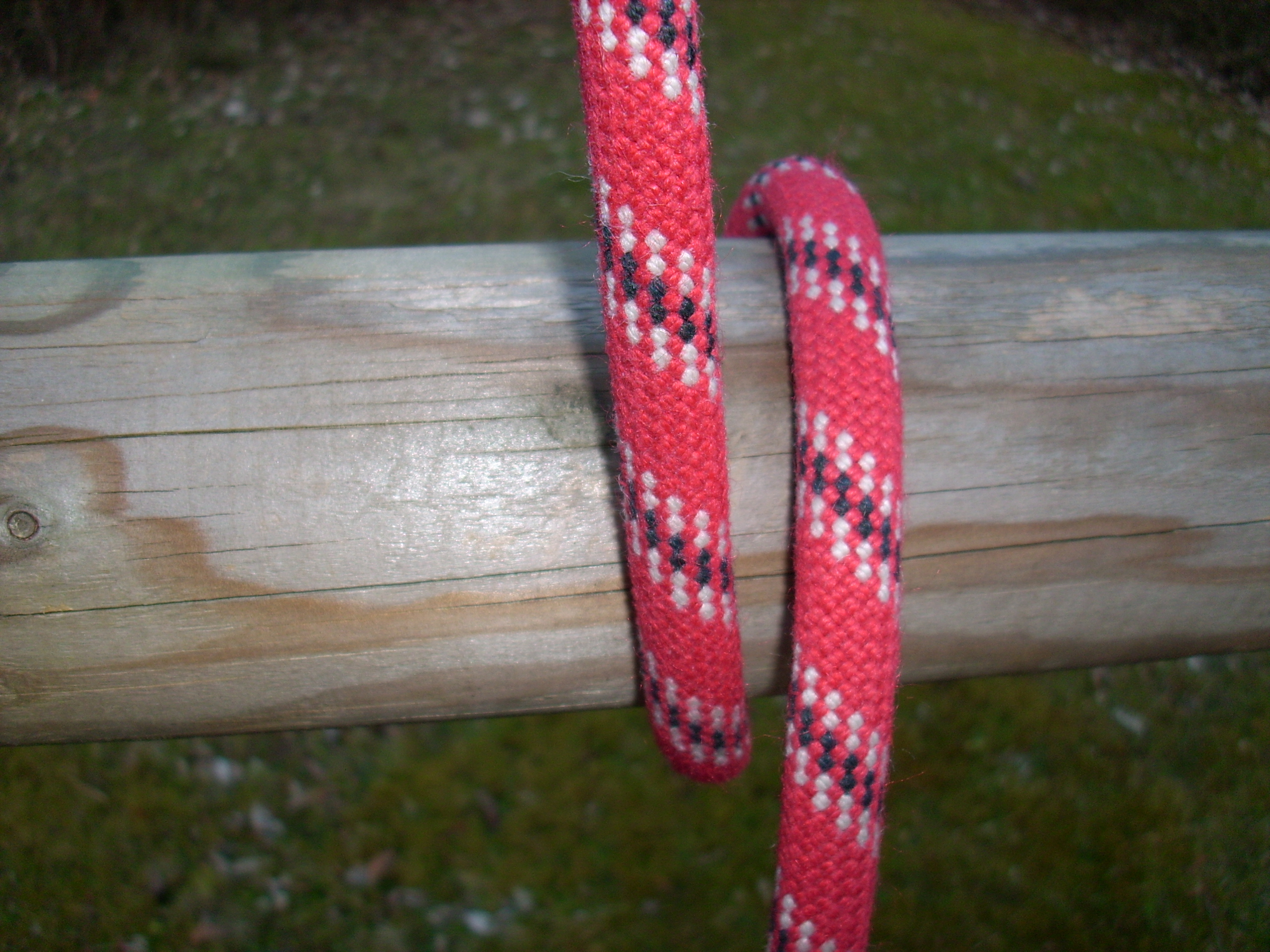
Einfacher Törn. Das Arbeitsende und das feste Ende einer Leine, die einen einfachen Törn um einen Gegenstand bilden, liegen gegenüber.
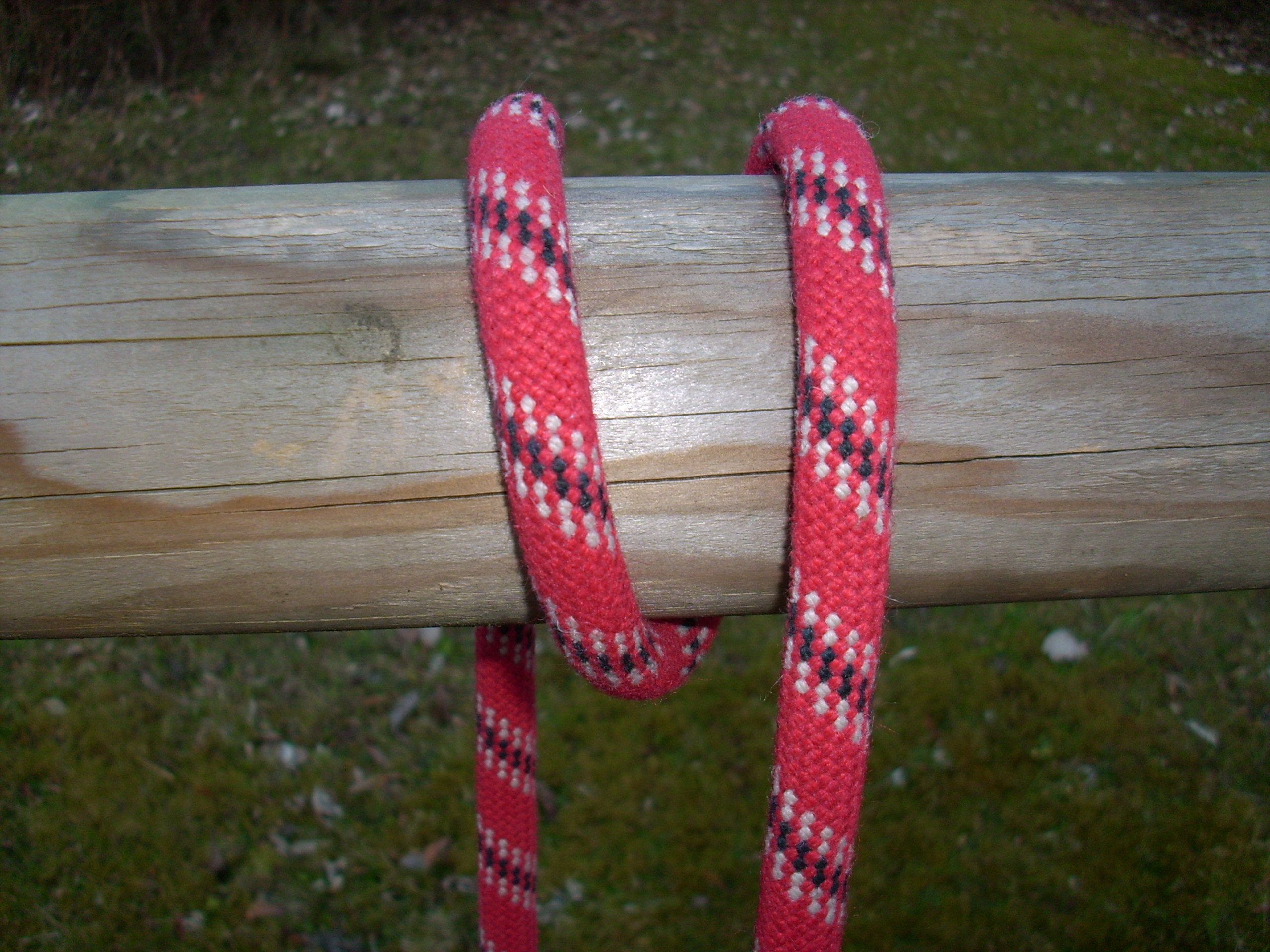
Rundtörn (1,5 facher Törn) Das Arbeitsende und das feste Ende einer Leine, die einen eineinhalbfachen Törn um einen Gegenstand bilden, liegen nebeneinander.
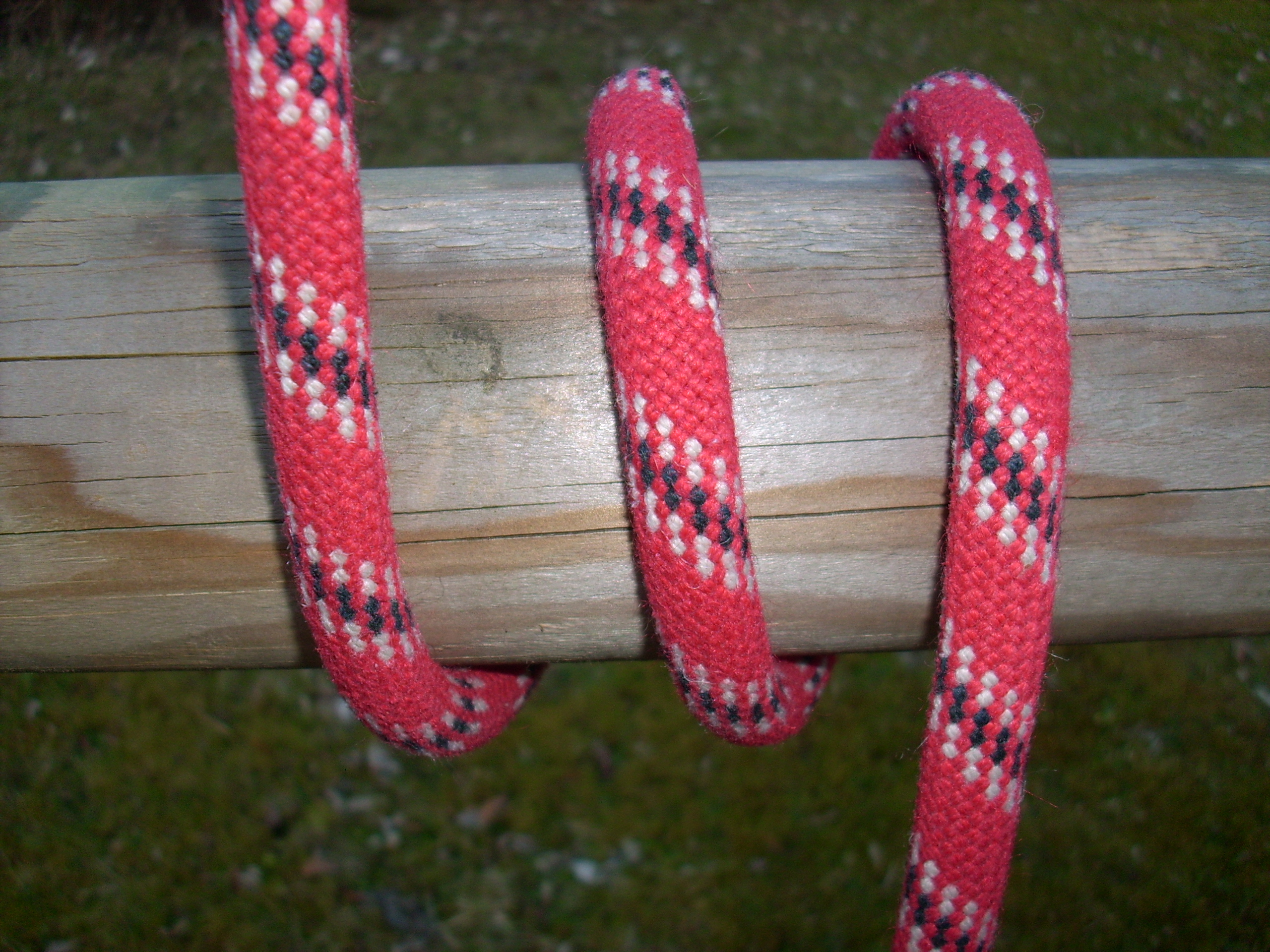
Rundtörn (2 facher Törn) Das Arbeitsende und das feste Ende einer Leine, die einen zweifachen Törn um einen Gegenstand bilden, liegen gegenüber.

## Zwei Rundtörns
Hier werden zwei Rundtörns nacheinander gelegt.

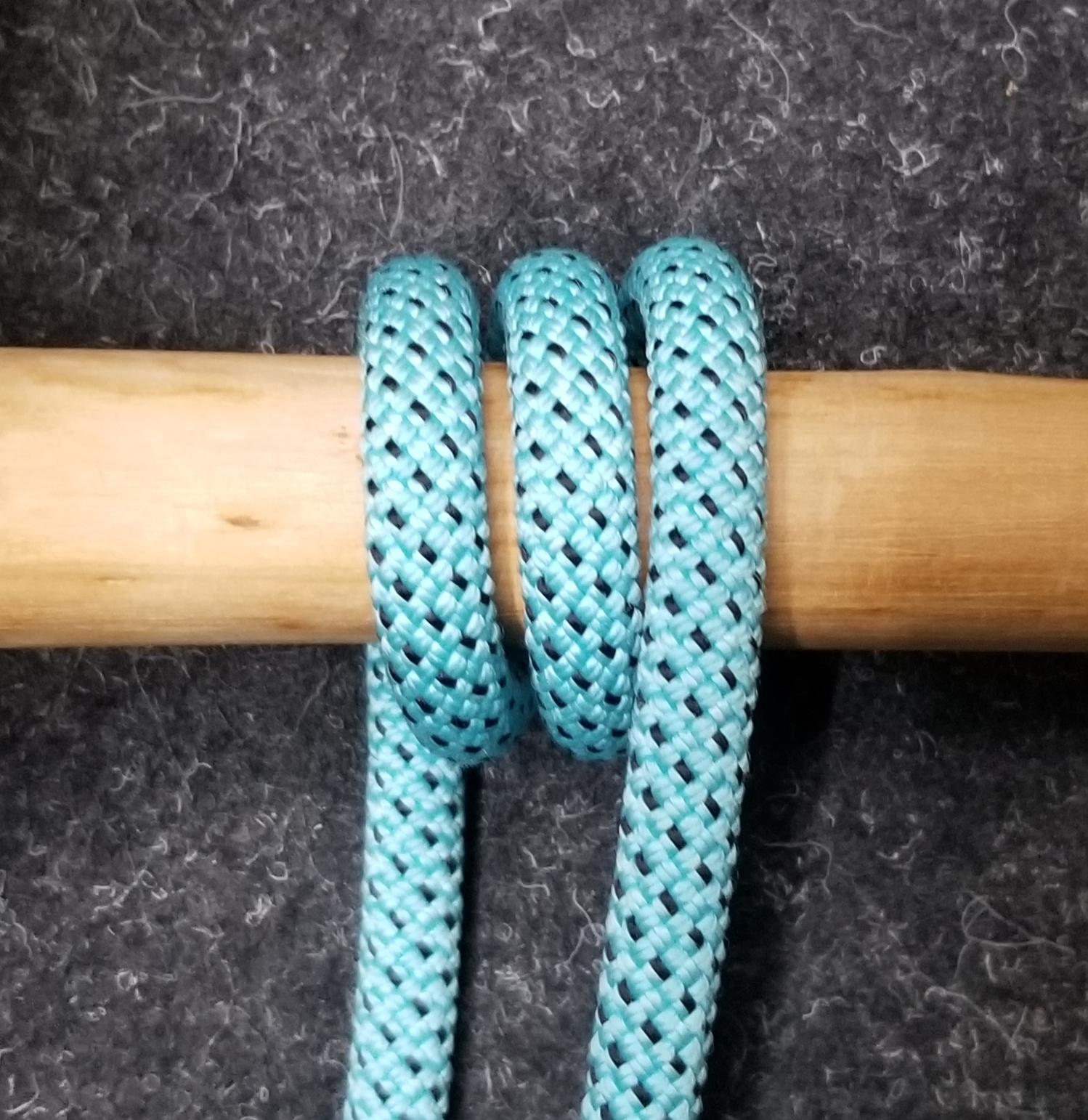
Zwei Rundtörns (2,5 facher Törn)

## Historischer Gebrauch des Begriffes Törn
Ein Törn bezeichnete in der Knotenkunde allgemein eine einfache Form, die sich durch das Bilden eines Kreises auszeichnet, bei der sich die Beine eines Seiles überkreuzen.
Der Begriff Törn wurde früher auf jede Struktur angewendet, in der sich eine Leine selbst kreuzt (Linkes Bild oben: C -D).
Diese historischen Verwendungen werden im allgemeinen aktuellen Gebrauch durch den Begriff „Auge“ ersetzt.

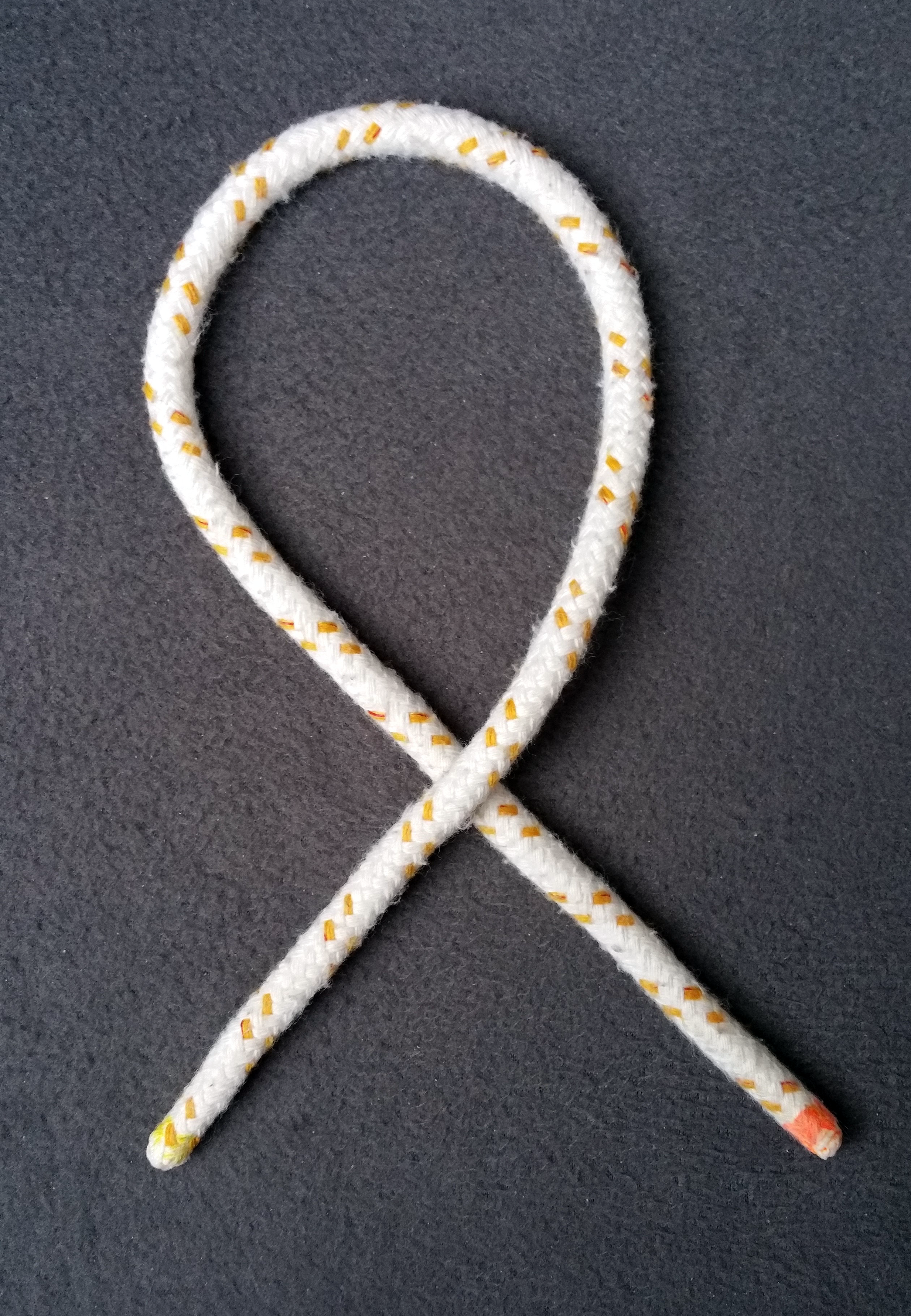
Törn nach Clifford W. Ashley (180° + 90° = 270°)
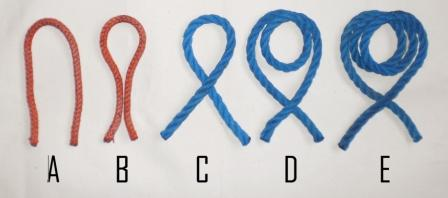
A: Offene Bucht[10], B: Geschlossene Bucht[11], C: Auge (Törn)[12], D: Rundtörn[13], E: Zwei Rundtörns[14].
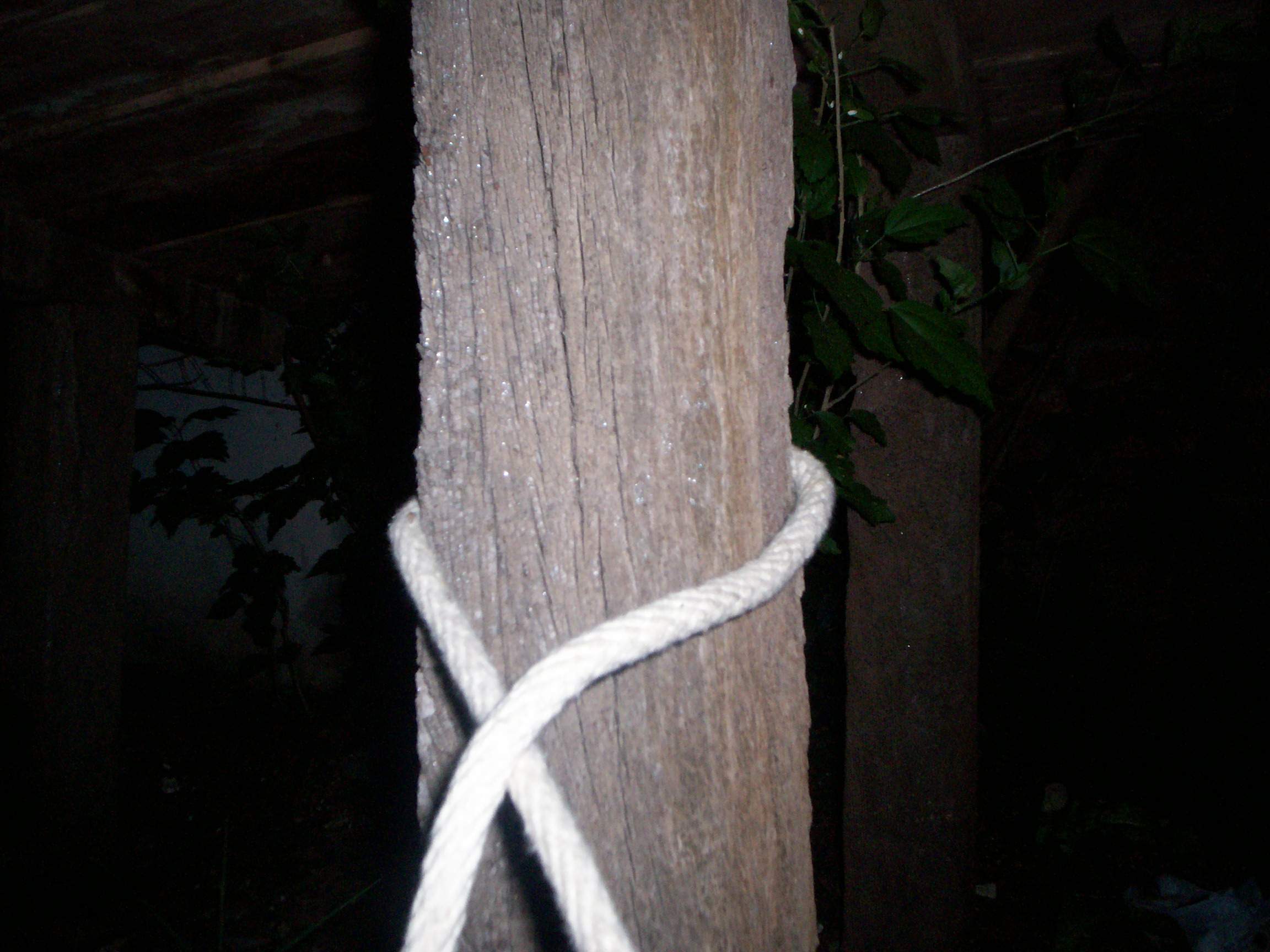
Ein um einen Baum getörntes Seil
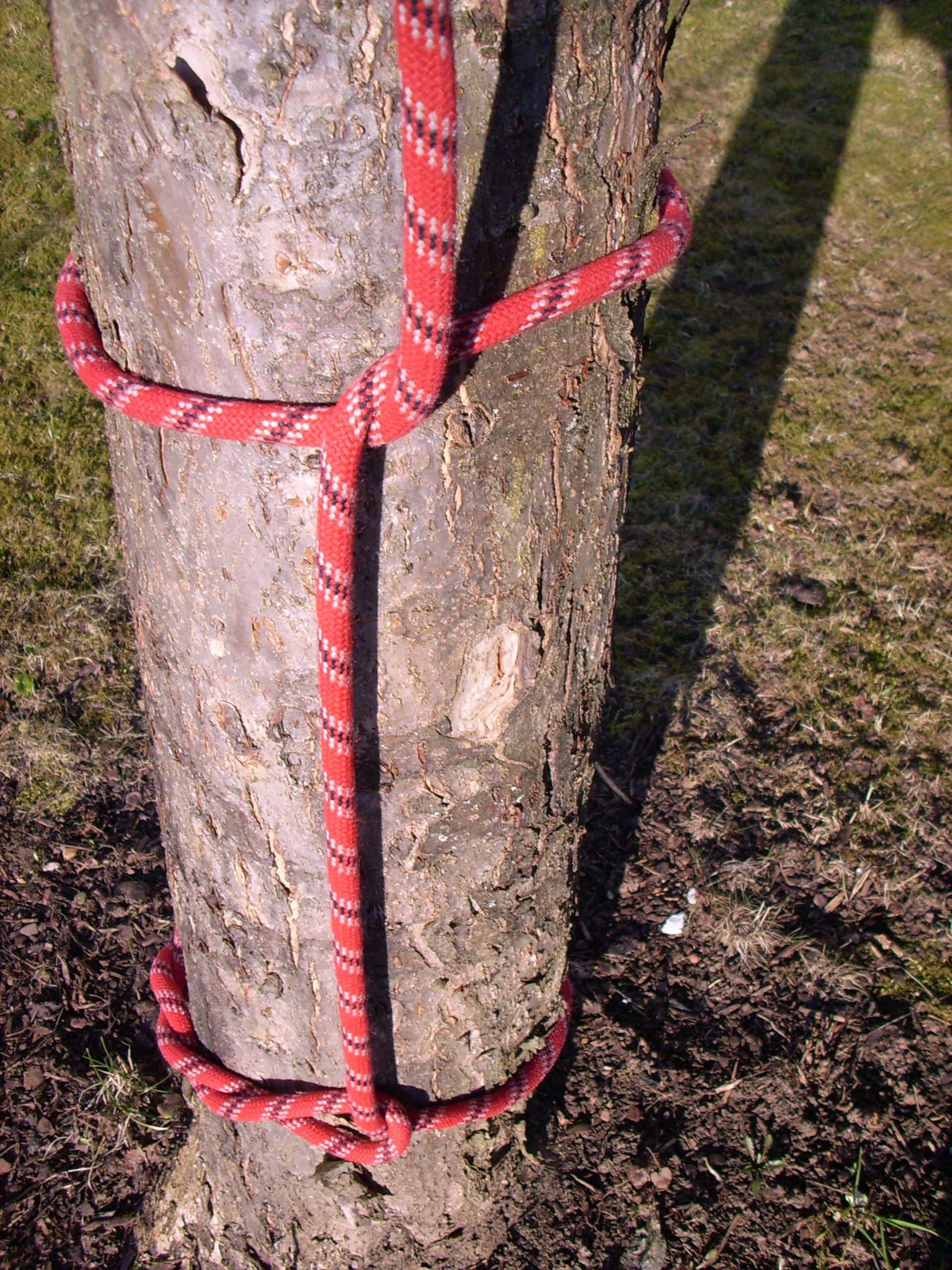
Zimmermannsschlag (unten) mit halbem Schlag (oben).

## Abwandlungen

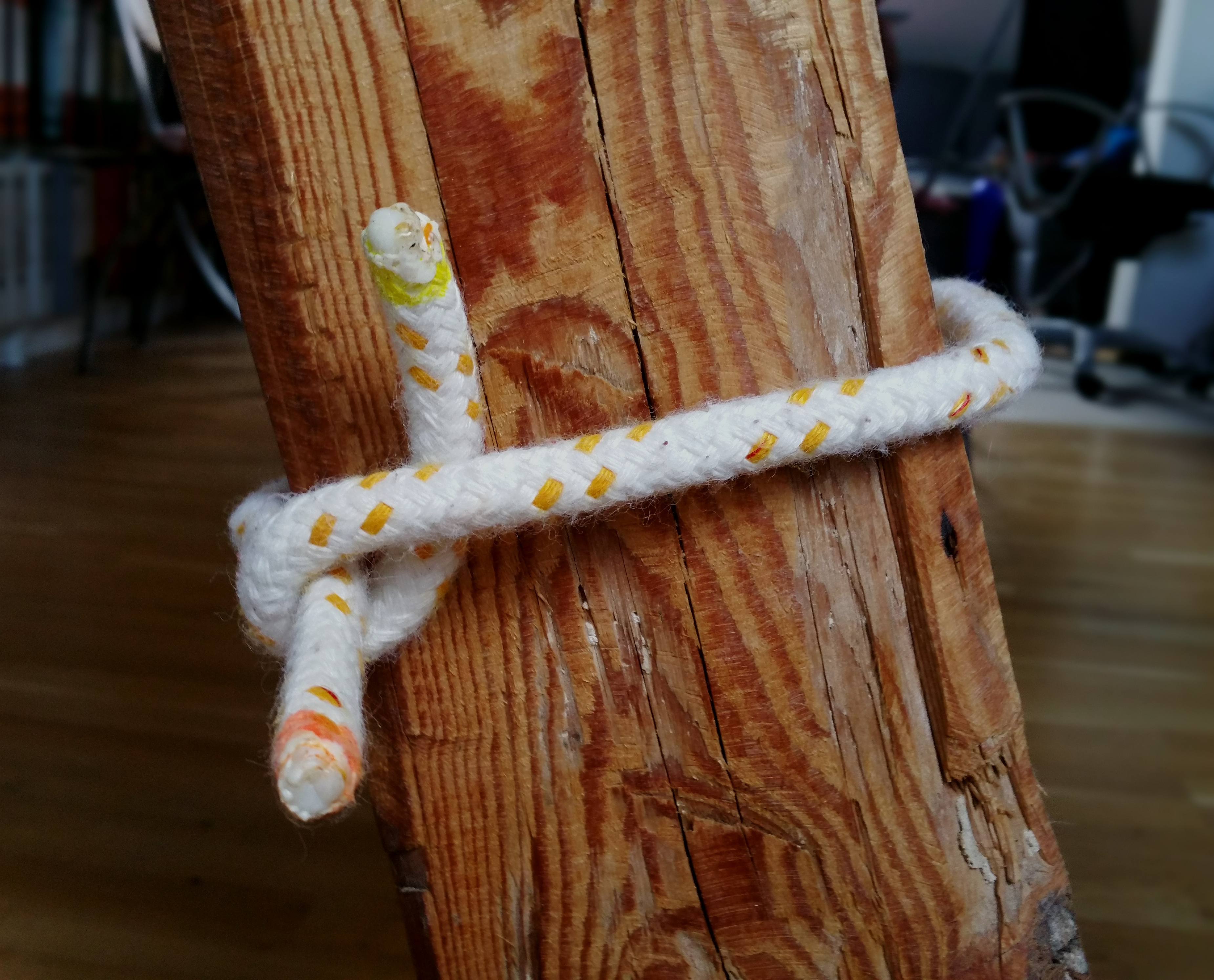
Zusätzlich zum Törn um den Balken wird ein Halber Schlag angebracht.
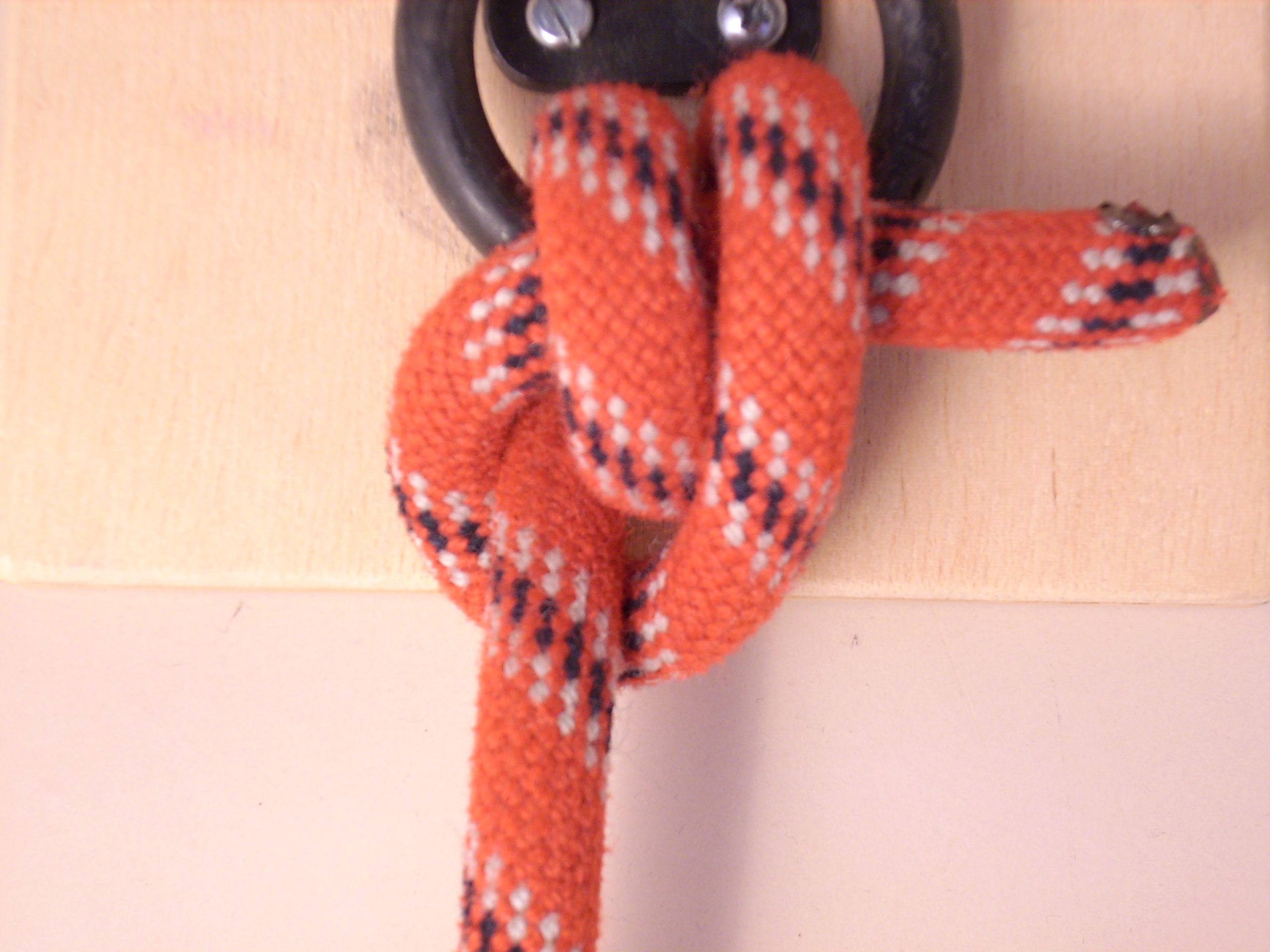
Der Ankerstek ist ein Knoten zur Befestigung einer Leine an einem Ankerring. Grundlage ist der Rundtörn. Laut Clifford W. Ashley halten es manche für praktischer, den Stek statt mit Unterhandtörns –  wie hier gezeigt – mit Überhandtörns zu binden.
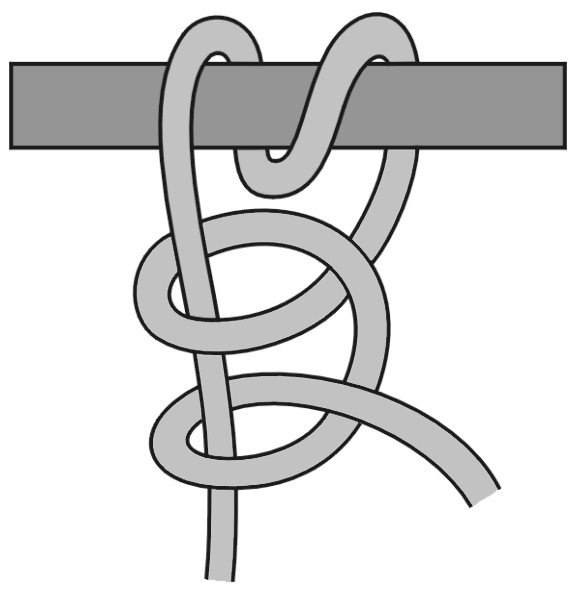
Rundtörn mit zwei halben Schlägen (hier mit Überhandtörns um den Stab gebunden).
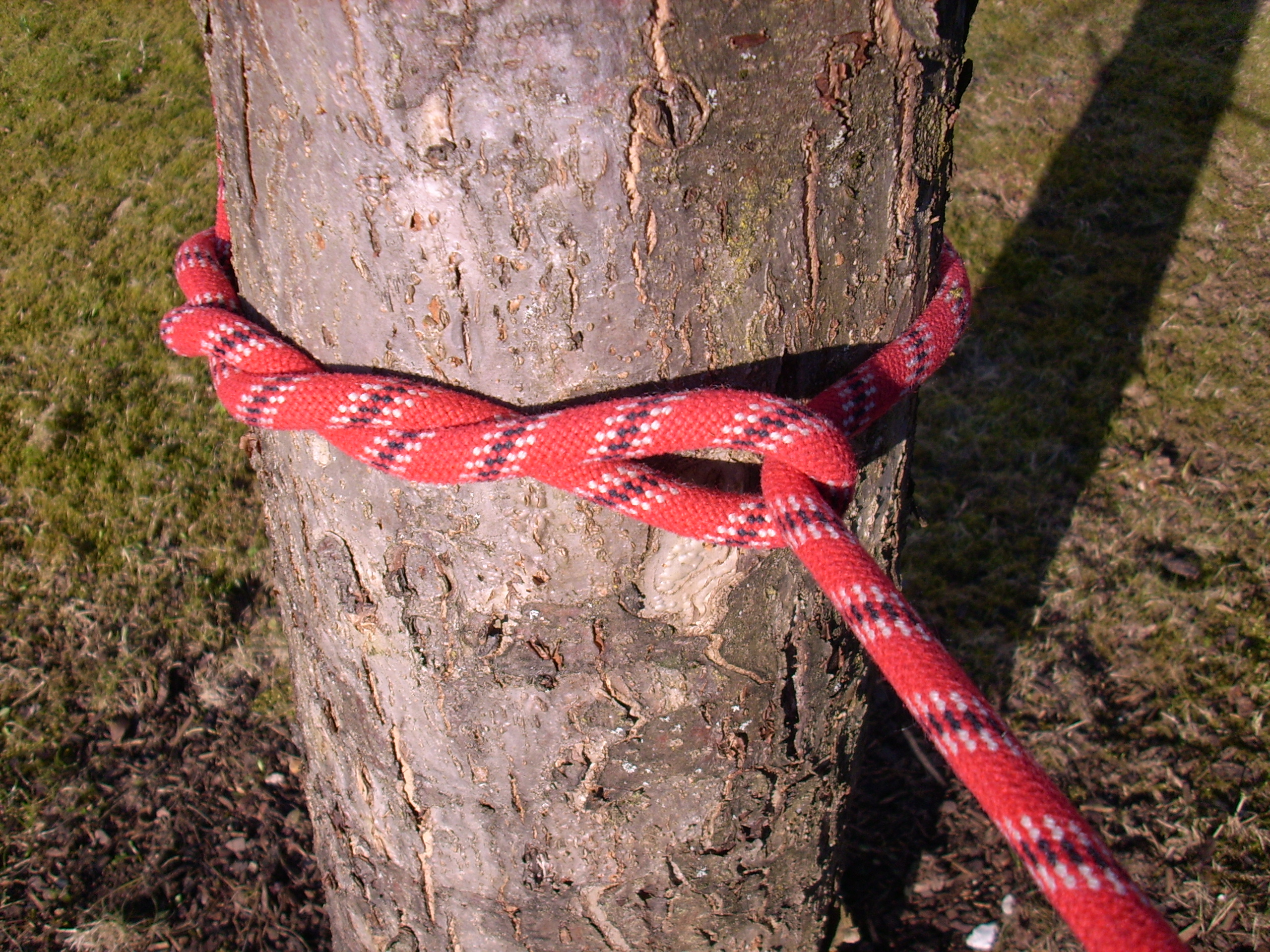
Mehrere Törns um das Ende ergeben den Zimmermannsstek.